# Assémian Moularé
Assémian Moularé (Parigi, 21 gennaio 2003) è un cestista francese con cittadinanza ivoriana.

## Carriera
Con la Costa d'Avorio ha disputato un'edizione dei Campionati mondiali (2023).